# Alienware
Alienware Corporation es una compañía de hardware estadounidense que ensambla computadoras de escritorio, portátiles, estaciones de trabajo y consolas de juegos de PC. Según los empleados, el nombre Alienware fue elegido debido a la afición de los fundadores de la exitosa serie de televisión The X-Files, por lo tanto, el tema de sus productos, con nombres como Area-51, Hangar 18 y Aurora.

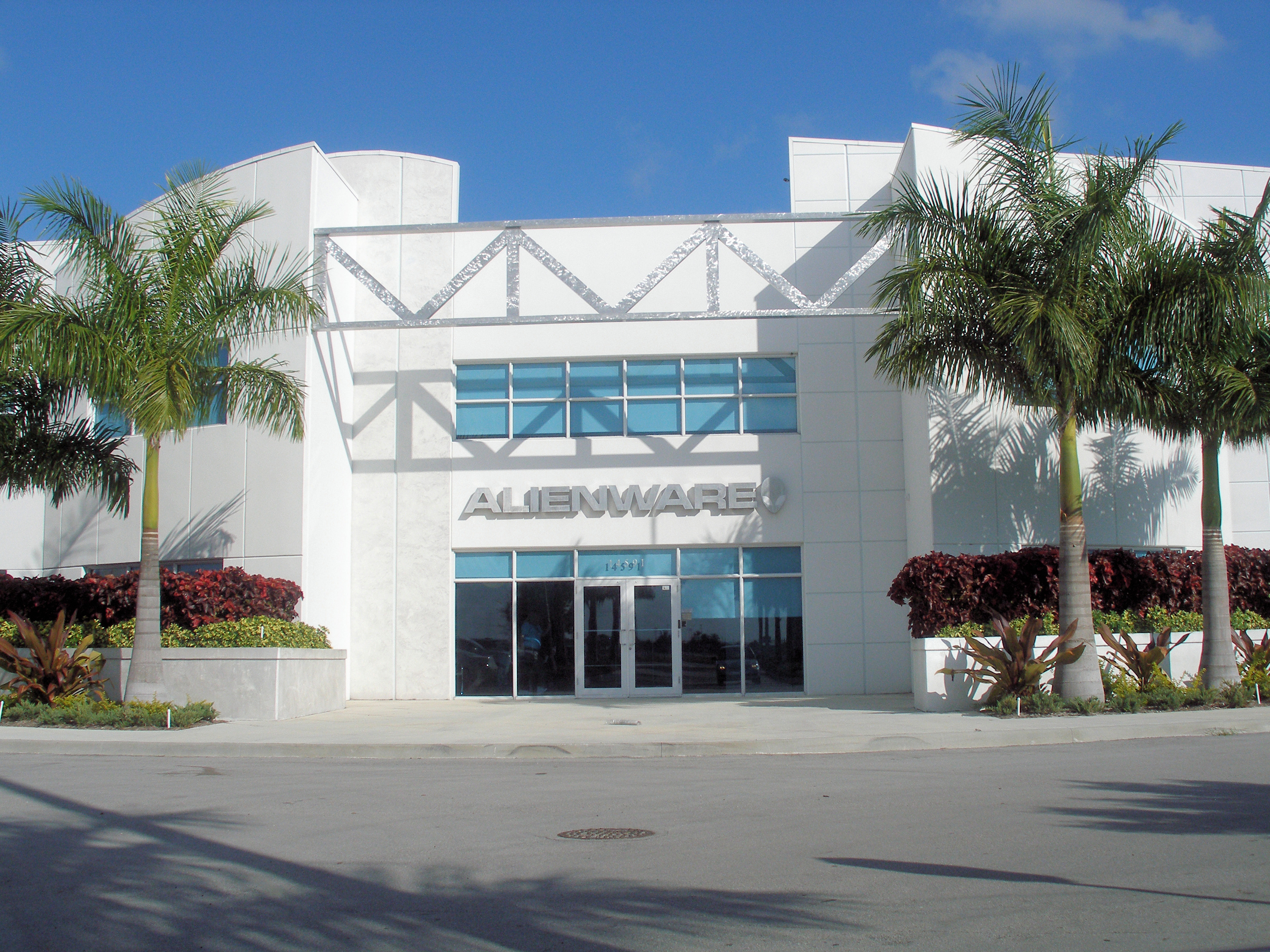
Sede de Alienware en Florida, Estados Unidos.

La compañía tiene su sede en The Hammocks, Miami, Florida.
En 2002, lanza los primeros portátiles que cambiarían el escenario de los juegos ya que las portátiles se convertirían en una opción más realista para los jugadores.
En 2004, Alienware impulsa la industria de computadores hacia adelante con el primer equipo de escritorio en utilizar método de enfriamiento líquido, La ALX.
En 2008, rompe la barrera de 4.0GHz por primera vez con el overclockeado del Area-51 ALX.
En 2012, se lanza la computadora de Escritorio X51, haciendo los equipos Alienware más accesibles que antes para los jugadores.

## Operaciones
Alienware obtuvo unos ingresos de 170 millones de dólares en ventas anuales, reduciendo al mínimo gastos para impulsar una iniciativa de expansión internacional lanzada en 2003 para mantener presencia en Australia, Canadá, Francia, Alemania, Reino Unido y Costa Rica.
Alienware ya no es miembro de la BBB (Better Business Bureau) del sur de Florida.
En 2002, Alienware distribuyó sus sistemas a través de Best Buy y CompUSA en ubicaciones de venta al público. A causa de todas las complicaciones que se produjeron con aquel método de distribución, Alienware decidió atender al cliente vía venta directa y ha tenido, desde entonces, una presencia indirecta de ventas.

## Competidores
Alienware ha competido tradicionalmente con compañías como Micro-Star International, Razer, Acer, Asus, Lenovo y entre otras.

## Adquisición
A partir de 2002, Dell considera la compra de Alienware, pero no comenzó el proceso de compra hasta 2006.  
El 22 de marzo de 2006, Dell acordó la compra de Alienware, continuando sus operaciones bajo su propio nombre, lo cual se puede apreciar en algunos aspectos, como el similar aspecto de sus respectivas páginas web.
En un principio, se postuló que la adquisición por parte de Dell llevaría a Alienware a dejar de usar procesadores AMD. Sin embargo, no se han dejado de vender productos que utilizan procesadores AMD, aunque sí se introdujeron los procesadores de Intel en algunas gamas de computadoras que antes no los incorporaban.
La nueva filial mantiene su autonomía en términos de diseño y marketing. Sin embargo, el acceso de Alienware para la cadena de suministros de Dell, el poder adquisitivo, y las economías de escala reducen sus costos de operación.

## Productos
Ordenadores de sobremesa:
Basados en Intel:
- Area-51 (descontinuado)
- Bot (descontinuado)
- S-4 (descontinuado)
- Aurora (desde enero del 2010)
- Alienware X51 (descontinuado)
- Alienware Alpha

Basados en AMD:
- Aurora

Basados en Intel/AMD:
- Area-51 Threadripper y Aurora

Dispositivos digitales de casa:
- DHS
- CE-IV Reproductor de Audio Digital

Ordenadores Portátiles:
Basados en Intel:
- Sentía m3200 (descontinuada)
- Sentía m3450 (descontinuada)
- Area-51 m5550 (descontinuada)
- Area-51 m5700 (descontinuada)
- MJ-12 m5500i (descontinuada)
- MJ-12 m5700i (descontinuada)
- Area-51 7700 (descontinuada)
- Area-51 m11x (descontinuada)
- Area-51 m14x (descontinuada)
- Area-51 m15x (descontinuada)
- Area-51 m17x (descontinuada)
- Area-51 m18x
- Alienware 13 (descontinuado)
- Alienware 14
- Alienware 15
- Alienware 17
- Alienware 18 (descontinuado)

Servidores:
- Hivemind (descontinuado)

Estaciones de trabajo:
- MJ-12 (descontinuado)